# Mirna Jukić
Mirna Jukić (ur. 9 kwietnia 1986 w Nowym Sadzie) – austriacka pływaczka pochodzenia chorwackiego, od 1999 roku reprezentantka Austrii, brązowa medalistka olimpijska z Pekinu, brązowa medalistka mistrzostw świata na basenie 50 m oraz na krótkim basenie w wyścigu na 200 m stylem klasycznym. 
Dwukrotnie startowała w igrzyskach olimpijskich. W 2004 w Atenach była 7. na 200 i 14. na 100 m żabką, natomiast cztery lata później w Pekinie zdobyła brązowy medal na 100 m, a na dystansie 200 m stylem klasycznym zajęła 4. miejsce.
Mirna wystąpiła w 6. edycji austriackiej wersji Tańca z gwiazdami.

## Życie prywatne
Jej rodzice czynnie uprawiali sport. Ojciec – Željko był koszykarzem, a później trenerem pływania, a matka – Mirela uprawiała siatkówkę. Brat – Dinko również pływa, reprezentuje Austrię na arenie międzynarodowej. Jest żoną austriackiego siatkarza Alexandra Bergera

## Osiągnięcia

### Igrzyska olimpijskie
| Olimpiada  | Data             | Konkurencja             | Rezultat    | Miejsce |
| ---------- | ---------------- | ----------------------- | ----------- | ------- |
| Pekin 2008 | 12 sierpnia 2008 | 100 m stylem klasycznym | 1.07,34 min |         |

### Mistrzostwa świata
- 2005 Montreal –  brąz – 200 m stylem klasycznym
- 2009 Rzym –  brąz – 200 m stylem klasycznym

### Mistrzostwa świata (basen 25 m)
- 2002 Moskwa –  brąz – 200 m stylem klasycznym

### Mistrzostwa Europy
- 2002 Berlin –  złoto – 200 m stylem klasycznym
- 2004 Madryt –  złoto – 200 m stylem klasycznym
- 2004 Madryt –  brąz – 100 m stylem klasycznym
- 2008 Eindhoven –  złoto – 100 m stylem klasycznym
- 2008 Eindhoven –  srebro – 200 m stylem klasycznym
- 2008 Eindhoven –  brąz – 50 m stylem klasycznym

### Mistrzostwa Europy (basen 25 m)
- 2001 Antwerpia –  srebro – 100 m stylem klasycznym
- 2001 Antwerpia –  srebro – 200 m stylem klasycznym
- 2002 Riesa –  złoto – 200 m stylem klasycznym
- 2002 Riesa –  srebro – 100 m stylem klasycznym
- 2003 Dublin –  złoto – 200 m stylem klasycznym
- 2003 Dublin –  brąz – 100 m stylem klasycznym
- 2004 Wiedeń –  srebro – 100 m stylem klasycznym
- 2004 Wiedeń –  srebro – 200 m stylem klasycznym
- 2007 Debreczyn –  srebro – 100 m stylem klasycznym
- 2007 Debreczyn –  srebro – 200 m stylem klasycznym
- 2008 Rijeka –  srebro – 200 m stylem klasycznym
- 2008 Rijeka –  brąz – 100 m stylem klasycznym

## Wyróżnienia
- 2002, 2008, 2009: najlepsza sportsmenka roku w Austrii

## Odznaczenia
- Odznaka Honorowa za Zasługi dla Republiki Austrii – Złota Odznaka Zasługi (2004)